# Жан-Бонюель Петі-Ом
Жан-Бонюель Петі-Ом (фр. Jean-Beanuel Petit-Homme, нар. 10 серпня 1990) — французький футболіст, воротар клубу «Ле Жельдар» та національної збірної Французької Гвіани.

## Клубна кар'єра
Народився 10 серпня 1990 року. Вихованець футбольної школи клубу «Ле Жельдар».
У дорослому футболі дебютував 2010 року виступами за команду клубу «Матурі», в якій провів чотири сезони. 
2014 року приєднався до складу клубу «Ле Жельдар».

## Виступи за збірну
2010 року дебютував у складі національної збірної Французької Гвіани в матчі проти Суринаму.
У складі збірної був учасником розіграшу Золотого кубка КОНКАКАФ 2017 року у США.